# 총 고조파 왜곡
총 고조파 왜곡(總高調波歪曲, total harmonic distortion, THD, THDi)은 어떤 신호에 존재하는 고조파 왜곡을 측정한 것으로, 기본 주파수의 전력에 대한 전체 고조파 구성 요소의 전력합의 비율로 정의된다. 전 고조파 왜율(全高調波歪率), 총 고조파 왜율 등으로 불린다.
오디오 시스템에서 왜곡이 적다는 것은 스피커, 증폭기, 마이크 등 여러 장비들이 녹음된 오디오를 정확하게 재생한다는 것을 의미한다.
무선 통신 분야에서 THD가 낮은 장비는 다른 장비와의 의도치 않은 간섭을 덜 발생시킨다. 또한 THD가 높은 장치는 방출되는 주파수 스펙트럼을 넓힐 가능성이 있어, 스펙트럼 공유, 감지 등의 응용 분야에서 사용하기에 적합하지 않을 수 있다.
전력 시스템에서 낮은 THD는 낮은 피크 전력, 적은 전력과 전자기 방출, 모터의 적은 코어 손실을 의미한다. IEEE 표준 519-2014는 전력 시스템의 고조파 제어에 관해 권장 및 요구사항을 다루고 있다.

## 같이 보기
- 신호 대 잡음비
- 음색